# Allisonia
Allisonia je rod jetrenjarki smješten u vlastitu porodicu Allisoniaceae, dio reda Fossombroniales. Jedina priznata vrsta Allisonia cockaynei, endem je s Novog Zelanda.

## Opis vrste
Allisonia cockaynei tvori malen, 12-14 mm širok i do 3 cm dug talus s valovitim rubovima. Muške biljke tvore kuglasti anteridij blizu vrha talusa, a ženske biljke tvore arhegonije okružene prstenom brakteja duž srednje žilice. 

## Sinonimi
- Moerckia cockaynei K.I.Goebel, bazionim